# Pirgula delosema
Pirgula delosema är en fjärilsart som beskrevs av Collenette 1953. Pirgula delosema ingår i släktet Pirgula och familjen tofsspinnare. Inga underarter finns listade i Catalogue of Life.